# Bridgman (cráter)

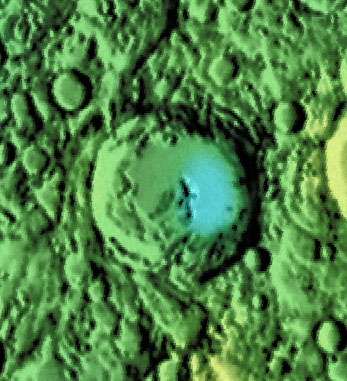
Localización de Bridgman

Bridgman es un cráter de impacto que se encuentra en la cara oculta de la Luna, en el hemisferio norte, al noroeste del cráter Kurchatov. Al oeste-suroeste aparece el más antiguo cráter Becquerel, y hacia el este se sitúan los cráteres Pawsey y Wiener.
La pared exterior prominente de Bridgman está poco desgastada, y conserva gran parte de sus detalles originales, incluyendo restos de estructuras en terraza y derrumbes. El borde no es del todo circular, con un aspecto ligeramente poligonal con las esquinas redondeadas. Hay una notable protuberancia hacia el interior de la pared del extremo sur. El fondo del cráter es generalmente plano, con una formación central en forma de pico en el punto medio.

## Cráteres satélite
Por convención estos elementos son identificados en los mapas lunares poniendo la letra en el lado del punto medio del cráter que está más cerca de Bridgman.
|          | \| Bridgman \| Coordenadas \| Diámetro \| \| -------- \| ------------------------------ \| -------- \| \| C \| 46°42′N 140°12′E / 46.7, 140.2 \| 35 km \| \| E \| 44°06′N 141°42′E / 44.1, 141.7 \| 29 km \| \| F \| 44°00′N 141°12′E / 44.0, 141.2 \| 51 km \| |          |
| Bridgman | Coordenadas | Diámetro |
| C        | 46°42′N 140°12′E / 46.7, 140.2 | 35 km    |
| E        | 44°06′N 141°42′E / 44.1, 141.7 | 29 km    |
| F        | 44°00′N 141°12′E / 44.0, 141.2 | 51 km    |